# Aeródromo de La Torrecica

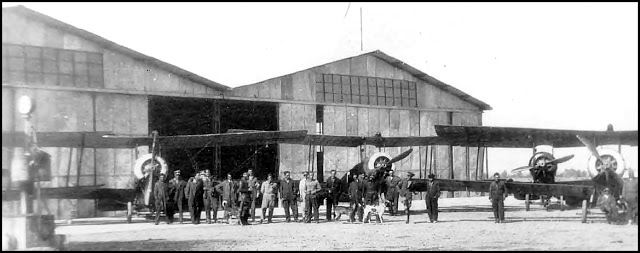
Vista del Aeródromo de La Torrecica, sede de la Compañía Española de Aviación

El Aeródromo de La Torrecica fue un aeropuerto español de la primera mitad del siglo XX ubicado en Albacete. Fue la sede de la Compañía Española de Aviación entre 1924 y 1927.

## Historia
En 1917 la Aviación Militar Española expuso la necesidad de crear un campo de aviación a medio camino entre el aeródromo de Cuatro Vientos (Madrid) y el de Los Alcázares (Murcia), seleccionándose Albacete como el lugar idóneo. 
Para ello, el Ayuntamiento de Albacete compró unos terrenos en la finca La Torrecica que fueron cedidos al Ministerio de la Guerra. Fue entonces cuando la Aviación Militar comenzó la construcción del nuevo aeropuerto, denominado La Torrecica, que fue utilizado por primera vez por dos aeroplanos que llegaron a la ciudad en 1923 con motivo de la Feria de Albacete.
En 1924 se convirtió en la sede de la Compañía Española de Aviación (CEA), dedicada a la formación de pilotos. La CEA se trasladó en 1927 a un nuevo aeródromo construido en la zona de Los Llanos, mientras que el Aeródromo de La Torrecica continuó siendo utilizado por aviones militares y por una escuela de vuelo.